# Jelena Wladimirowna Muchina
Jelena Wladimirowna Muchina (russisch Елена Владимировна Мухина, bekannt als Lena Muchina; * 21. November 1924 in Ufa, Baschkirische Autonome Sozialistische Sowjetrepublik, Sowjetunion; † 5. August 1991 in Moskau) war eine sowjetische Staatsbürgerin, die als Jugendliche 1941/42 rund ein Jahr lang ihre Erlebnisse, Hoffnungen und Gefühle in einem Tagebuch aufzeichnete. Ein Großteil dieser Zeitspanne fiel in die Belagerung Leningrads durch deutsche Truppen im Zweiten Weltkrieg.

## Leben
Der erste Eintrag im Tagebuch datiert vom 21. Mai 1941. Es endet mit dem 25. Mai 1942; wahrscheinlich wurde Muchina an diesem Tag aus Leningrad evakuiert. In ihren späteren Lebensjahren arbeitete sie als Müllerin, als Mosaiklegerin und in einer Moskauer elektrotechnischen Fabrik. Sie blieb unverheiratet.
Muchinas Tagebuch wurde 1962 von einer unbekannten Person einem staatlichen Archiv übergeben, wo es später vom Historiker Sergei Jarow (1959–2015) entdeckt wurde.

## Veröffentlichung
- Das Original wurde im Jahr 2011 veröffentlicht.
- Ausgabe in deutscher Sprache, übersetzt und mit Vor- und Nachwort sowie Anmerkungen versehen von Lena Gorelik und Gero Fedtke: Lenas Tagebuch. Leningrad 1941–1942. Graf Verlag, München 2013, ISBN 978-3-86220-036-8.

## Rezeption
Das Dokument und die deutsche Edition wurden in Zeitungen und Rundfunk hoch gelobt. So schrieb die Journalistin Anja Hirsch im Feuilleton der Frankfurter Allgemeinen Zeitung:
"… ‚Lenas Tagebuch‘ ist nicht nur in seiner Vollständigkeit eine Sensation. Lena Muchina macht die Zeit der Leningrader Blockade … exemplarisch für viele sichtbar und spürbar. … Ihr Tagebuch ist wie das der Anne Frank ein Dokument, das dieses unmenschliche Kapitel der Geschichte von innen ausleuchtet…
… eine neue, eine wichtige und beklemmend nachhaltige, weil unverstellte Stimme aus diesen 872 Tagen…
… bildhafte Sprache, so daß man alles vor sich sieht. Das macht die Lektüre dieses Tagebuches, dieses erstaunlichen Zeitdokuments berührend und eindrucksvoll" (31. Mai 2013).